# Liste der Mitglieder der Deutschen Akademie der Naturforscher Leopoldina/1930
Die Liste der Mitglieder der Deutschen Akademie der Naturforscher Leopoldina für 1930  listet alle Personen, die im Jahr 1930 zum Mitglied berufen wurden. Insgesamt gab es 13 neu gewählte Mitglieder.

## Neu gewählte Mitglieder
| Nr. 1 | Name              | Beiname 1 | Geboren       | Aufnahme 1 | Gestorben     | Sektion        | Bild             | Datenbank         |
| ----- | ----------------- | --------- | ------------- | ---------- | ------------- | -------------- | ---------------- | ----------------- |
|       | Wilhelm Anschütz  |           | 24. Sep. 1870 |            | 15. Aug. 1954 | Chirurgie      | Wilhelm Anschütz | Wilhelm Anschütz  |
|       | August Borchard   |           | 4. Juli 1864  |            | 19. Feb. 1940 | Chirurgie      |                  | August Borchard   |
|       | Max Clara         |           | 12. Feb. 1899 |            | 13. März 1966 | Innere Medizin |                  | Max Clara         |
|       | Wolfgang Gaede    |           | 25. Mai 1878  |            | 2. Juni 1945  | Physik         |                  | Wolfgang Gaede    |
|       | Gerhard Hoffmann  |           | 4. Aug. 1880  |            | 18. Juni 1945 | Physik         |                  | Gerhard Hoffmann  |
|       | Paul Kraske       |           | 2. Juni 1851  |            | 15. Juni 1930 | Chirurgie      | Paul Kraske      | Paul Kraske       |
|       | Fedor Krause      |           | 10. März 1857 |            | 20. Sep. 1937 | Chirurgie      |                  | Fedor Krause      |
|       | Erwin Payr        |           | 17. Feb. 1871 |            | 6. Apr. 1946  | Chirurgie      | Erwin Payr       | Erwin Payr        |
|       | Michael Radaković |           | 25. Apr. 1866 |            | 16. Aug. 1934 | Physik         |                  | Michael Radakovic |
|       | Henry Siedentopf  |           | 22. Sep. 1872 |            | 8. Mai 1940   | Physik         |                  | Henry Siedentopf  |
|       | Fritz Spieß       |           | 28. Okt. 1881 |            | 19. Feb. 1959 | Geographie     |                  | Friedrich Spiess  |
|       | Rudolf Straubel   |           | 16. Juni 1864 |            | 2. Dez. 1943  | Physik         |                  | Rudolf Straubel   |
|       | Max Versé         |           | 15. März 1877 |            | 31. Aug. 1947 | Pathologie     |                  | Max Versé         |